# 하산 쿨리 칸
하산 쿨리 칸(러시아어: Хасанкули-хан, 1519년 사망)은 히바 칸국의 세번째 칸이자 1519년 화레즘과 히바 칸국을 다스린 칸이다.

## 집권
하산 쿨리 칸은 아불렉 칸의 아들이자 우즈베크 칸국의 칸인 야자르 칸의 후손이기도 했다. 그는 술탄 하지 칸의 사망 이후 히바 칸국의 칸으로 등극했지만, 1519년에 4개월 동안만 집권했다. 통치 기간 동안 끊임없이 무언가를 지시했으며, 4개월 후 그는 우르겐치에서 사망하고 이후 화레즘의 통치자는 술피안 칸이 되었다.

## 참고 문헌
- (러시아어) Гулямов Я.Г., История орошения Хорезма с древнейших времен до наших дней. Ташкент. 1957
- (러시아어) История Узбекистана. Т.3. Т.,1993.
- (러시아어) История Узбекистана в источниках. Составитель Б.В. Лунин. Ташкент, 1990
- (러시아어) История Хорезма. Под редакцией И.М.Муминова. Ташкент, 1976

| 전임 술탄 하지 칸 | 제3대 히바 칸국의 칸 1519년 | 후임 술피안 칸 |